# Atentado a la Casa de Nariño en Bogotá
El Atentado a la Casa de Nariño en Bogotá fue realizado el 7 de agosto de 2002, durante la posesión del gobierno de Álvaro Uribe, fue adjudicado a las Fuerzas Armadas Revolucionarias de Colombia - Ejército del Pueblo (FARC-EP) dejando 23 muertos y 67 heridos.

## Antecedentes
El 20 de julio de 1982, el Movimiento 19 de abril (M-19) realizó un ataque con morteros a la Casa de Nariño contra el gobierno de Julio César Turbay (1978-1982), no se registraron víctimas del mismo.

## Acontecimientos
El 7 de agosto de 2002, en horas de la mañana fueron disparados morteros a la Escuela Militar de Cadetes, y durante la posesión presidencial de Álvaro Uribe fueron disparados 14 proyectiles contra la Casa de Nariño y el Capitolio Nacional. Uno de los proyectiles cayó en el barrio El Cartucho, la víctimas fueron en su mayoría habitantes de calle de ese barrio.
Varios morteros fueron lanzados desde los barrios Pontevedra y Santa Isabel. Los aparatos explosivos cayeron en la Casa de Nariño, la Casa del Marqués de San Jorge, y el barrio El Cartucho.
En los allanamientos posteriores se encontraron otros morteros de fabricación artesanal.

## Condenas
El 8 de marzo de 2005, fueron condenadas 6 personas por los atentados del 7 de agosto de 2002.
En 2015, fue condenada la Nación por el Consejo de Estado a indemnizar a las víctimas de ese atentado cuyas viviendas se encontraban en el barrio La Floresta de Bogotá, fueron afectadas por proyectiles que iban dirigidos a la Escuela Militar de Cadetes.
Para 2019, Jaime Aguilar Ramírez, alias “Dionisio Rayo”, acusado de participar en el atentado fue dejado en libertad por la Jurisdicción Especial para la Paz (JEP).

## Consecuencias
Los ataques contra Álvaro Uribe continuarían y el conflicto armado interno se recrudecería. En 2005, una casa en el barrio Las Cruces se vio afectada por un mortero de un supuesto ataque a la Casa de Nariño y el Batallón Guardia Presidencial. En 2006 un grupo de 4 militares montaron unos atentados terroristas en Bogotá buscando replicar el efecto del atentado de 2002 y obtener los resultados exigidos a las unidades militares.